# 皮苏埃加河

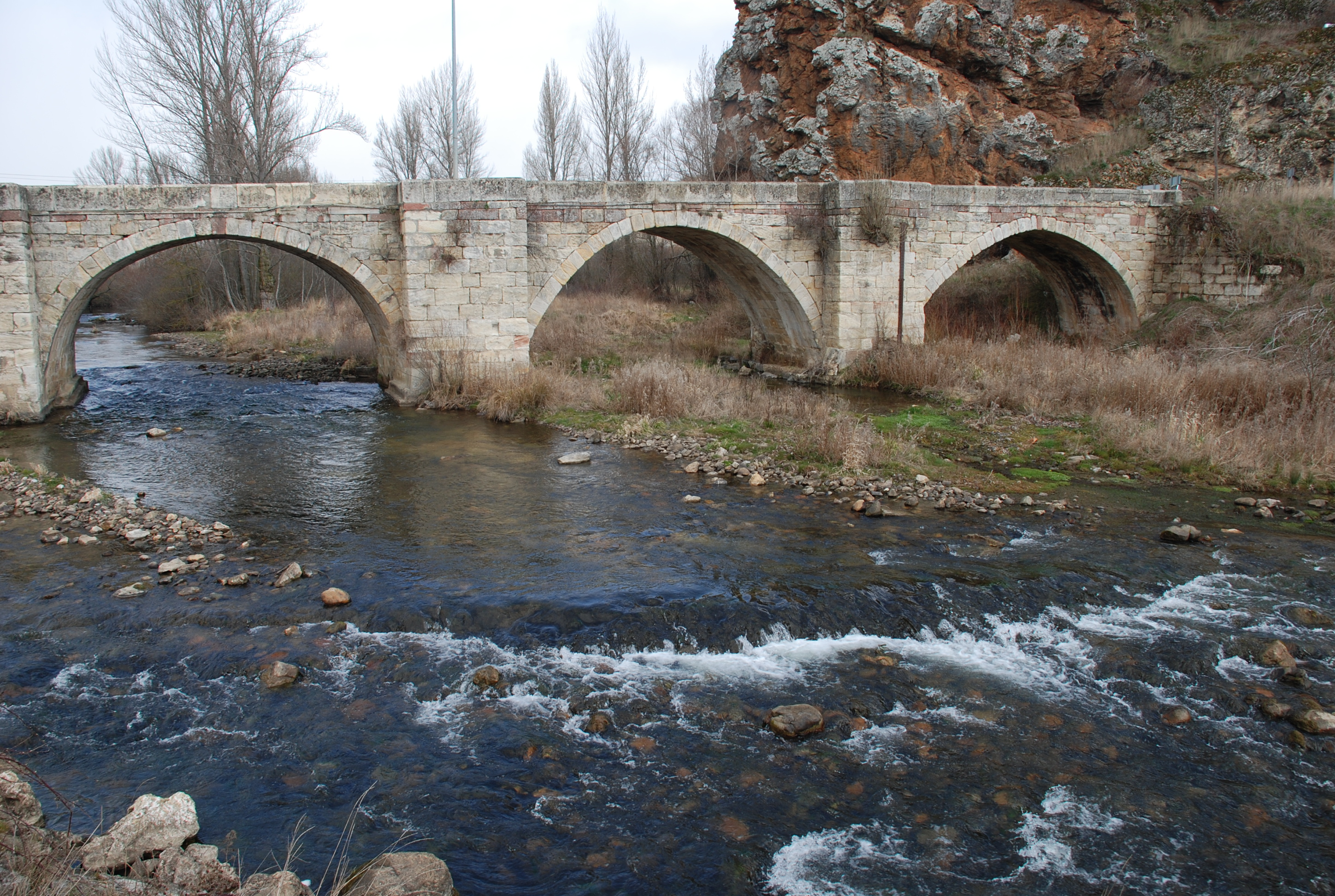
皮蘇埃加河塞爾韋拉德皮蘇埃爾加鎮段

皮苏埃加河位于西班牙北部，发源于坎塔布连山脉，全长270公里，是杜罗河的第二大支流。